# Ressort à aiguille

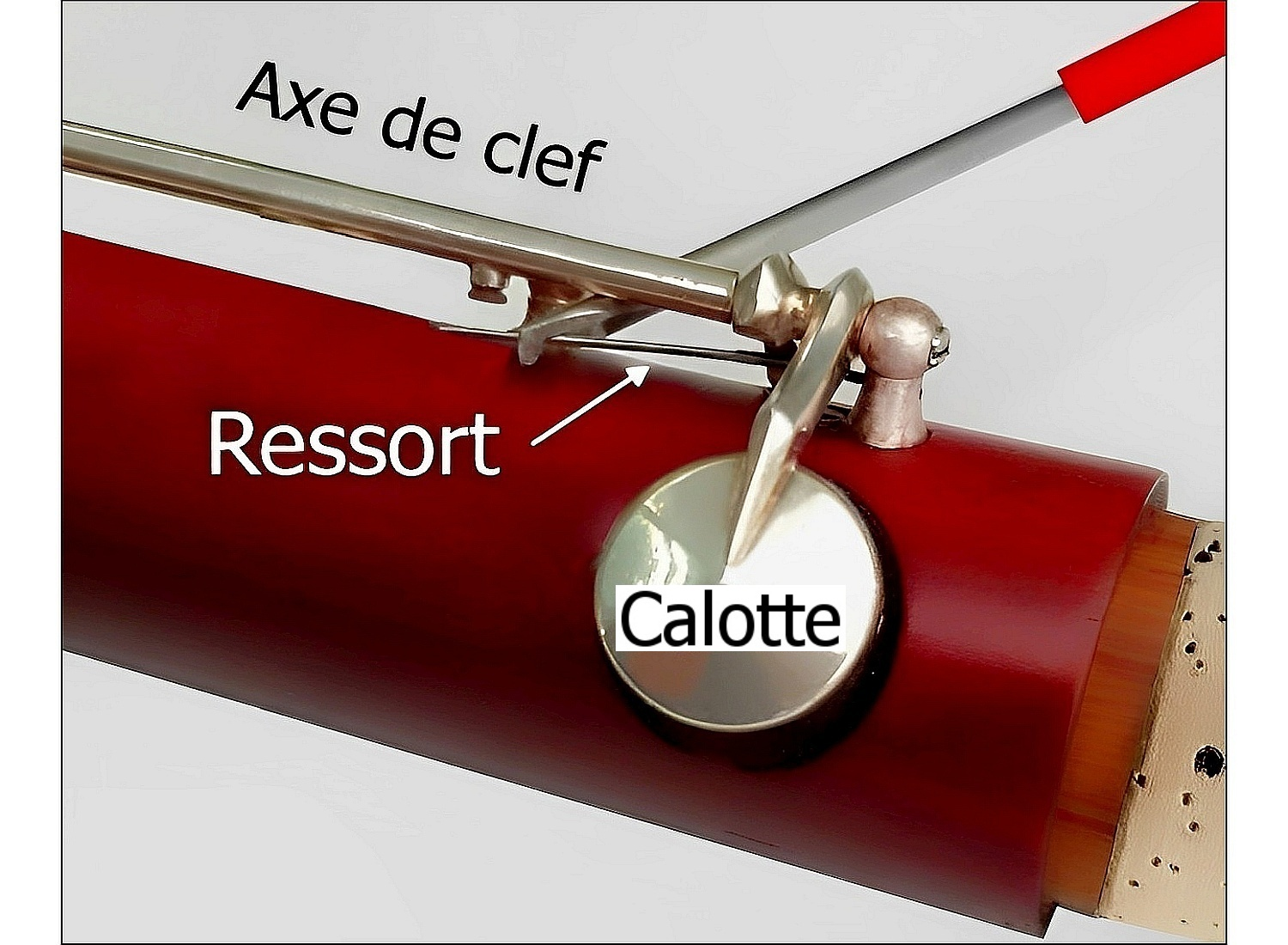
Détail d'un ressort à aiguille d'une clef à pivot de clarinette. La pointe de l'aiguille appuie contre l'ergot de la clef.

En organologie, un ressort à aiguille (aussi appelé ressort aiguille) est un ressort de rappel utilisé pour les clefs des instruments à vent ayant un mouvement pivot.
- (en anglais : needle spring)
- (en allemand : Nadelfeder)

L'invention de l'emploi du ressort à aiguille est attribuée à Louis Auguste Buffet en 1838, . Il l'utilisera dès lors pour l'adaptation entre 1839 et 1843 des anneaux mobiles à la clarinette, appelée « clarinette à anneaux mobiles » puis clarinette système Boehm à partir de 1860. Le ressort à aiguille permet d'atteindre une grande compacité et d'augmenter la vélocité de la clé par rapport un ressort à lame en cuivre utilisé jusqu'alors. Il est dérivé de l'aiguille à coudre et est fabriqué en acier bleui. Il est monté parallèlement sur un des tourillons (boule) sous l'axe de la clé, il est aplati à sa base et est inséré en force dans un trou de même diamètre réalisé dans le tourillon. Le facteur d'instruments donne ensuite une cambrure en forme d'arc au ressort dans la direction opposé au rappel attendu et sa pointe affleure le taquet (ou ergot) soudé à la clé. 
Le diamètre du ressort est choisi en fonction de la force attendue selon la clef équipée.
Les diamètres typiques vont de 0,35 mm à 1,4 mm par pas de 0,05 mm.
Il existe également des ressorts à aiguille en inox  dont la tension est significativement plus faible à diamètre égal. Il est donc déconseillé de remplacer un ressort en acier bleui par un modèle en inox pour cette raison ou alors de repercer la boule pour insérer un ressort inox de diamètre plus élevé.

## Entretien et réglage
Il est possible de régler la force de rappel du ressort en jouant sur la courbure de l'arc. Cette opération doit être menée avec précaution pour ne pas fragiliser l'aiguille avec une pince adaptée à bouts ronds. 
L'acier bleui par bleuissage permet de protéger le ressort de la corrosion. 
Néanmoins le facteur peut être amené à le changer lorsqu'il est rouillé lors d'une opération de révision de l'instrument ou lorsqu'il est cassé.
Pour réaliser l'opération d'entretien, le facteur peut utiliser une pince à ressort spécifique pour extraire l'aiguille du tourillon.
Le facteur dispose également d'un outil appelé crochet à ressort pour mettre en place le ressort sur la butée de la clef en le poussant ou en le tirant.

## Alternative
Il existe une alternative à l'aiguille en employant une corde à piano pour la même fonction de ressort, avec un diamètre légèrement plus élevé. La maison Georges Leblanc Paris utilisait des ressorts en corde à piano doré pour les protéger de la corrosion sur les modèles Noblet 45 Artist et les grandes clarinettes en métal (clarinette contrebasse «paperclip» Leblanc modèle 340...). Changer un ressort à corde à piano par un modèle à aiguille de même diamètre est déconseillé car il conduit à une force de rappel trop élevée.

## Principaux fabricants
- France
  - Entreprise Martin Chanu[6], créée en 1897 par Valentine Chanu, à La Couture-Boussey, berceau de la facture d’instruments à vent en France.
  - Entreprise Axfil[7], fabricant de ressort aiguille pour instruments à vent et accordeurs de piano, aiguille ressort bleue, aiguille ressort dorée, aiguille en inox, aiguille nickelée, aiguille de phonographe
- Glotin